# 千日前附近
『千日前附近』（せんにちまえふきん）は、1942年（昭和17年）刊、長谷川幸延による日本の短篇小説集、および同書に収録された小説を原作とし、1945年（昭和20年）製作・公開、マキノ正博監督の日本の長篇劇映画である。マキノが松竹京都撮影所長を務めていたときの作品であり、第二次世界大戦後であるが、戦時中に存在した映画配給社が配給し白系で興行された。同撮影所にとっても、マキノにとっても、戦後第1作であった。

## 略歴・概要
短篇小説集『千日前附近』は、劇作家・小説家の長谷川幸延が1942年（昭和17年）に読切講談社から上梓したもので、『月の道頓堀』等、大阪・千日前付近を舞台にした短篇小説が集められたものである。
1945年（昭和20年）の第二次世界大戦終結後、当時、京都の松竹京都撮影所で所長を務めていたマキノ正博（のちのマキノ雅弘）が、同短編集に収録された作品を原作に、依田義賢と伏見晁が脚色したものを監督した。これを題材に選んだ理由は、製作再開にあたり、GHQが現代劇であることを条件に許可をしたこと、活動写真時代の初期、ミナミの大火で荒廃した千日前を舞台に、地元の人々による「娯楽街の建設」をテーマにした作品であることであった。音楽の大久保徳二郎は、終戦直後に渡辺晋とともに京都に来ており、マキノが松竹上層部にかけあって河原町通三条下ルに建設したダンスホールで、松竹専属のジャズバンド「ギオン・スタイル・バンド」を結成、リーダーを務めていた。同作は、同年10月25日に公開された。
長谷川幸延の作品をマキノは5回映画化することになるが、幸延作品で最初に手がけたのがこの『千日前附近』であった。

## スタッフ・作品データ
- 製作・監督 : マキノ正博
- 脚本 : 依田義賢、伏見晁
- 原作 : 長谷川幸延
- 撮影 : 三木滋人
- 音楽 : 大久保徳二郎

- 製作 : 松竹京都撮影所
- 上映時間 （巻数 / メートル） : 80分 （8巻 / 2,192メートル）
- フォーマット : 白黒映画 - スタンダードサイズ（1.37:1） - モノラル録音
- 公開日 :  日本 1945年10月25日
- 配給 :  映画配給社・白系

## キャスト
- 小杉勇
- 佐分利信
- 高田浩吉
- 風見章子
- 笠智衆
- 花菱アチャコ
- 柳家金語楼
- 星光子

## 関連事項
- 楽天地 (大阪)

## 註
1. 1 2 3  『映画渡世・地の巻 - マキノ雅弘自伝』、マキノ雅弘、平凡社、1977年、p.178.
2. ↑  『映画渡世・地の巻 - マキノ雅弘自伝』、p.176.
3. ↑  長谷川幸延 - 日本映画データベース、2009年11月21日閲覧。